# Der fernste Ort
Der fernste Ort (en français : Le Lieu le plus éloigné) est un roman court de l’écrivain germano-autrichien Daniel Kehlmann, qui a été publié en 2001 par Suhrkamp Verlag et non traduit en français. Le roman narre en six chapitres la tentative du protagoniste Julian de quitter son entourage et de fuir sa vie médiocre de bourgeois moyen.
Le titre Der fernste Ort fait référence à Ultima Thule qui est nommé plusieurs fois dans le roman et qui, dans l’Antiquité, désignait le bord le plus septentrional du monde.

## Contenu
L'actuaire Julian a été invité par son supérieur hiérarchique Wöllner à un séminaire dans un hôtel en Italie. Il doit y faire un exposé sur le rôle des médias électroniques dans le calcul des risques, mais n'a encore préparé son intervention. Au lieu de cela, et malgré l'avertissement du réceptionniste de l’hôtel sur la dangerosité des courants, Julian choisit d’aller se baigner dans le lac à proximité.
Il se retrouve rapidement en danger au milieu du lac et manque de se noyer. Inconscient, il réussit néanmoins à rejoindre la rive. Il décide alors de simuler sa mort par noyade et de commencer une nouvelle vie. Il se faufile incognito dans sa chambre  par l'entrée arrière de l'hôtel, se rhabille et prend de l'argent pour un billet de train tout en laissant dans la chambre son portefeuille, son passeport, sa montre, ses lunettes et le reste de ses affaires.
Dans le deuxième chapitre, il y a un retour en arrière. C’est à l’école que Julian a entendu parler pour la première fois de Ultima Thule, l'endroit le plus éloigné qui devient le thème de sa vie. A onze ans, Julian s’enfuit pour la première fois de la maison : il se rend à la gare après le déjeuner et s’assoit dans le premier train en partance. Lorsque le contrôleur arrive, un homme a acheté un billet pour lui. Julian descend du train dans une gare inconnue et voir sur les rails le cadavre d’une femme tombée devant un train. Cette image confronte Julien à la fugacité et le poursuit longtemps. Il est ensuite repris dans le parc par un policier et raccompagné à la maison. Son père se met en colère alors que sa mère l'attendait en silence.
Julian est toujours resté dans l'ombre de son frère aîné Paul. Alors que le talentueux Paul obtenait régulièrement d'excellentes notes à l'école, Julian ne montrait pas de centres d’intérêt particuliers et ce n’est qu’avec l’aide son frère qu’il a pu gérer sa scolarité. Puis Julian a étudié les mathématiques. Le professeur Kronensäuler lui propose de faire un doctorat sur le (fictif) philosophe et mathématicien néerlandais  Jerouen Vetering. Paul, qui était un programmeur talentueux depuis sa jeunesse, a trouvé un emploi chez  InfotoySoftware. Julian a noué une relation avec Clara. Clara est enceinte.
Le chapitre trois poursuit l'intrigue initiale. Julian revient en train dans sa ville natale et prend un taxi qui le conduit à son appartement. Il fait en sorte de ne pas être vu ni entendu. Une fois dans l'appartement, il visite chaque pièce et regarde pensif le mobilier réfléchies et ses documents personnels. Soudain, il est surpris par son frère Paul, qui a aussi une clé de l'appartement.
Le quatrième chapitre nous ramène également en arrière. Julian a été appelé à l'hôpital, où Clara a accouché d’un enfant mort-né. Ils retournent dans leur appartement commun. Julian a également pris son travail à l'université et a écrit une monographie sur Vetering. À cette fin, il a entrepris un voyage chez Vetering dans la banlieue de La Haye. Enfin, il termine la rédaction et lui donne le titre  Vetering, le personnage, l’œuvre et l’influence. Sa thèse est imprimée mais les critiques des revues spécialisées sonrt exécrables. Après que sa mère se soit suicidée avec une overdose de somnifères, Paul a procuré à Julian un emploi dans une compagnie d'assurance. Cependant, ce travail ne procure aucune satisfaction à Julian  et Julian ne s’entend pas avec son collègue Mahlhorn. Il entame une brève liaison avec sa collègue Andrea. Lors de la fête d'anniversaire de son patron Wöllner, ce dernier annonce à Julian son intention de l'emmener à une conférence en Italie, alors même que Julian pensait que Wöllner ne pouvait pas le supporter.
Le chapitre cinq poursuit l'action en cours. Paul déclare à Julian qu'il a reçu un appel d'un hôtel en Italie. On lui a dit que Julian avait disparu et qu’il s’était peut-être noyé. C’est pourquoi il est venu visiter l’appartement. Paul lui donne de l'argent, bien qu’il n’arrive pas à comprendre ses motivations. Julian erre dans les rues de sa ville natale et se retrouve soudain face à l'immeuble qu’occupe la compagnie d’assurance. Comme c’est dimanche et qu’il sait qu’il ne sera pas vu, il va de nouveau à son bureau. Là, il compose au téléphone le numéro de Clara, mais ne répond pas lorsqu’elle décroche. Puis il rend visite à son père à l'hôpital. Celui-ci, en phase terminale, ne le reconnaît pas. Un chauffeur de taxi lui propose de le conduire dans une boite de nuit où il pourra se procurer un faux passeport. Le gestionnaire de la boite, qui ressemble comme deux gouttes d’eau à son patron Wöllner, lui tend, sans contrepartie un passeport. Julien se rend à la gare et achète avec l'argent qu'il a reçu de Paul, un billet de train pour un long voyage. Sur le quai, il tombe sur Paul, qui lui donne à nouveau de l'argent. Les deux frères prennent finalement congé.
Le chapitre six décrit le voyage en train. Julian est agressé par deux hommes qui non seulement lui volent son argent, mais aussi son passeport. Alors que le train s’arrête en pleine voie, il saute pour tenter d’arrêter les voleurs. Mais le train redémarre et Julian ne parvient pas remonter dans le train. Il marche sur la voie ferrée et arrive à une station. Il y attend le prochain train.